# 铺川乡
铺川乡，是中华人民共和国甘肃省临夏回族自治州积石山保安族东乡族撒拉族自治县下辖的一个乡镇级行政单位。

## 行政区划
铺川乡下辖以下地区：
戴家山村、元林村、湫池村、铺川村、上庄村、下庄村和张巴村。